# Johann Peter Bruggisser
Johann Peter Bruggisser (Wohlen, 26 luglio 1806 – Wohlen, 8 gennaio 1870) è stato un politico, giudice e imprenditore svizzero.

## Biografia
Figlio di Martin, fondatore di una ditta, studiò diritto a Monaco, Heidelberg e Friburgo in Brisgovia, divenendo legale e titolare dell'impresa paterna. Sposò Babette Isler, figlia di Jacob Isler, e in seconde nozze Anna Maria Isler, figlia di Jacob Anton Isler. Dopo aver partecipato alla rivoluzione del 1830, fu membro della Costituente nello stesso anno, nel 1840 come relatore e nel 1851 come vicepresidente. Deputato al Gran Consiglio argoviese dal 1831 al 1858, lo presiedette per cinque volte.
A livello nazionale fu inviato alla Dieta nel 1845, Consigliere nazionale dal 1848 al 1866, presidente del tribunale di Bremgarten dal 1831 al 1840, giudice cantonale dal 1849 al 1851 e dal 1858 al 1867 e commissario federale a Nidvaldo nel 1847. Politico radicale, dopo il 1848 assunse posizioni più moderate e liberali in campo economico. Come membro del Gran Consiglio ebbe un peso decisivo nell'elaborazione del Codice civile e della procedura civile argoviese. Promotore dell'istruzione pubblica, fu anche colonnello dello Stato maggiore giudiziario.